# Селиванов, Николай Александрович
Никола́й Алекса́ндрович Селива́нов (8 сентября 1929, Хранево, Лотошинский район Московской области — 13 декабря 2021) — советский и российский скульптор, народный художник Российской Федерации, автор известной серии портретов и композиций о поэте Сергее Есенине и его окружении, портретов академиков, ученых, создателей атомного флота, моряков, героев войны, чернобыльцев, писателей и поэтов.

## Творческий путь
Родился в семье Александра Ивановича и Анны Иустиновны (в девичестве — Лапшина) Селивановых. Рисованием интересовался с раннего детства. Развитию его способностей способствовало наблюдение за работой его дяди — известного советского художника Николая Иустиновича Лапшина. В августе 1938 года его семья переезжает в подмосковный поселок Бирюлево. Здесь Николай увлекается резьбой по дереву, лепкой, мастерит глиняных солдатиков для игр, обжигает их в домашней печи и раскрашивает.
После окончания семилетней школы поступает учиться в Московское художественное училище памяти 1905 года. На первый курс его принимают условно, так как у него нет никакого художественного образования и только со второго курса он становится полноправным студентом. Дипломную работу «Нахимовец» представили в 1952 году на Республиканской выставке в Доме художника на Кузнецком мосту.
Николай продолжает учёбу в Суриковском институте в мастерской скульптора М. Г. Манизера.
Будучи ещё студентом художественного училища, он увлекается поэзией Сергея Есенина и для курсовой работы выбирает образ поэта. С этого момента его творчество неразрывно связано с именем Есенина. Дипломная работа «Первый шаг индустрии» была выставлена на Всероссийской выставке, посвящённой 40-летию ВЛКСМ.
В середине шестидесятых годов XX века Николая Александровича избирают в Правление Союза художников, а через некоторое время — председателем секции скульпторов Московского областного Союза художников.
В 1972 году мореходное училище из города Находка заказало Н. А. Селиванову сделать большую фигуру курсанта. Для этой работы скульптору позирует Леонид Казакевич, отслуживший на флоте пять лет.
В начале 1980 годов отмечалось 25-летие создания атомного ледокола «Ленин» и Н. А. Селиванов выполняет заказ моряков Мурманского морского пароходства на создание серии портретов — создателей первого в стране атомного ледокола. Было выполнено 16 портретов, в том числе И. В. Курчатов, А. П. Александров, Б. М. Соколов, И. И. Африканов. После смерти академика А. П. Александрова было принято решение об установке памятника выдающемуся учёному на территории Курчатовского института, эту работу выполнил Н. А. Селиванов совместно с Н. А. Ковальчуком.
В 1995 году страна отмечала 100 лет со дня рождения Сергея Есенина. К юбилею поэта Николай Александрович создает 22 портрета — 4 портрета Есенина и 18 — людей, окружавших поэта и влиявших на его творчество. Поэтов: Клюева, Блока, Городецкого, Ганина, Мариенгофа, Ширяевца, Приблудного, Клычкова, Орешина. Близких женщин Есенина: Изрядновой, Айседоры Дункан, Зинаиды Райх, Миклашевской. Выполнен портрет сына Есенина и писателя Хлысталова, который много лет занимался расследованием гибели Сергея Есенина.
В 2009 году в городе Порт-Вила (республика Вануату) был открыт памятник В. М. Головнину, созданный Николаем Александровичем в соавторстве с сыном, Василием Селивановым. Открытие было приурочено к 200-летию высадки судна под водительством Головнина на остров Тана.
В 2018 году Ассоциация документального кино Союза кинематографистов России представила документальный фильм о скульпторах Николае Александровиче Селиванове и его сыне Василии Николаевиче, который снял воронежский режиссёр Владимир Паршиков — «Селивановы. Мы дома».
Скончался 13 декабря 2021 года на 93-м году жизни от онкологического заболевания.

## Наиболее известные работы
- 1952 — композиция «Нахимовец», гипс тонированный, находится в Художественном училище памяти 1905 года (Москва)
- 1957 — композиция «Поэт Сергей Есенин», гипс
- 1958 — композиция «Первый шаг индустрии», гипс, дипломная работа
- 1959 — композиция «Сталевар», гипс тонированный, совместно с А. Рыбкиным
- 1960 — бюст «Блинов, Герой Советского Союза», мрамор, совместно с А. Рыбкиным, находится в Министерстве культуры РФ
- 1964 — бюст «Студент из Африки», гранит, находится в Министерстве культуры РФ
- 1965 — монумент «Космос», кованая медь, совместно со скульпторами А. Рыбкиным и А. Новиковым, находится в городе Курск, установлен на Пролетарском проспекте
- 1967 — памятник диверсионной группе Костенко «Героям подпольщикам», искусственный камень, находится в городе Мелитополь
- 1968 — памятник «Монумент победы», искусственный камень, находится в городе Глазов, Удмуртия
- 1970 — памятник «К. Э. Циолковский», искусственный камень, находится в городе Раменское, Московская область
- 1972 — фигура «Курсант», искусственный камень, находится в Мореходном училище города Находка
- 1973 — бюст «Писатель А. С. Макаренко», мрамор, находится в Красноярском художественном музее
- 1974 — бюст «Вулканолог Е. К. Марихин», бронза, находится в Красноярском художественном музее
- 1977 — бюст «Участник французского сопротивления Н. И. Коробов», мрамор, находится в Музее-заповеднике Ипатьевского монастыря
- 1981 — бюст «Академик И. В. Курчатов», бронза, гранит. Находится в музее ММП, город Мурманск
- 1982 — бюст «Лауреат Государственной премии А. М. Загю», бронза, гранит. Находится в музее ММП, город Мурманск
- 1985 — бюст «Академик А. П. Александров», бронза. Находится в Сахалинском областном художественном музее (г. Южно-Сахалинск)
- 1985 — бюст «Поэт Сергей Есенин», мрамор
- 1987 — бюст «Поэт Сергей Есенин», гипс
- 1988 — бюст «Поэт Николай Клюев», кованая медь, находится в Министерстве культуры РФ
- 1989 — бюст «Поэт Сергей Есенин», мрамор. Находится в Есенинском центре на Сивцевом Вражке, Москва
- 1989 — бюст Ивана Голубца. Таганрог, Гимназия № 2 имени А. П. Чехова.
- 1989 — бюст Анатолия Ломакина. Таганрог, около средней школы № 8.
- 1990 — бюст «Н. С. Бабаев», бюст «Е. А. Козлова», из серии «Чернобыльцы», тонированный гипс
- 1991 — бюст «Поэт Сергей Есенин», бронза. Находится в Рязанском художественном музее
- 2009 — памятник вице-адмиралу В. М. Головнину установлен в Вануату[7]
- 2011 — мемориальная доска поэту Павлу Васильеву установлена в Москве на 4-й Тверской-Ямской улице[8]
- 2012 — бюст «Поэт Александр Ширяевец», бронза, открыт 15.05.2012 на Ваганьковском кладбище (Москва)[9][10]

## Семья
Сыновья Андрей и Василий, дочь Дарья (в замужестве — Гришукова).

## Награды
- 2003 — Почётный житель Лотошинского района (Московская область)
- 2005 — Международная премия имени М. А. Шолохова в области литературы и искусства[11]
- 2006 — Народный художник Российской Федерации[12]
- 2008 — Премия «Общественное признание»[13]
- 2016 — Премия «Имперская культура» Союза писателей России[14]
- 2017 — Международная литературная премия имени Сергея Есенина «О Русь, взмахни крылами…»